# Communicatio idiomatum

La communicatio idiomatum (expression latine signifiant « communication des idiomes ») est un concept de la théologie chrétienne, plus précisément de la christologie. Elle définit l’interaction entre les deux natures, humaine et divine, de Jésus-Christ, liées en sa personne par l’union hypostatique : ces deux natures, tout en étant distinctes, comportent chacune des attributs et des particularités (des idiomata) qui s’appliquent de l’une à l’autre.

## Histoire
Le principe de la communicatio idiomatum découle du dogme de l’Incarnation. Ses prémices apparaissent dans la théologie d’Ignace d'Antioche mais son développement n’intervient que plus de trois siècles après, au concile d'Éphèse (431) puis au concile de Chalcédoine (451) à la suite du Tome à Flavien de Léon le Grand (449). Il est défendu notamment par Cyrille d'Alexandrie, qui le relie à l'union hypostatique.

## Conséquences
L’une des conséquences de la communicatio idiomatum est le  théopaschisme : la « souffrance de Dieu », la « mort de Dieu » lors de la Crucifixion. Au regard de ce dogme, les caractéristiques de la nature humaine que sont la souffrance et la mort peuvent être attribuées à Dieu : Dieu a souffert en tant qu’homme et il est mort en son humanité. 
Le nestorianisme récuse cette doctrine dans la mesure où elle implique la souffrance et la mort de Dieu : pour le courant nestorien, seule la nature humaine de Jésus-Christ a connu ces épreuves. Le  théopaschisme induit par la communicatio idiomatum est rejeté. Pour les mêmes raisons, Babaï le Grand et, à sa suite, l'Église de l'Orient estiment que, dans l'Incarnation, le Logos ne s'identifie pas à l'humanité et qu'il n'est pas possible de dire que Dieu a été crucifié. Les particularités de la nature humaine ne sauraient être imputées au divin.
Nicolas de Cues défend au contraire l'union hypostatique et son corollaire. Si Jésus-Christ est « homme », il ne le doit pas à sa nature humaine, mais au Verbe. En lui l'humanité est unie à l'Être. De par la communicatio idiomatum, au moment de la Crucifixion, Dieu accède à la mortalité, et l'humanité à l'immortalité.
Martin Luther s’oppose à cette vision, considérant que Jésus-Christ, à la fois dans sa divinité et dans son humanité, est immortel. Johan Brentius, en revanche, est partisan du principe de la communicatio idiomatum.